# Hamma Hammami
Hamma Hammami (arabe : حمّة  الهمامي), né le 8 janvier 1952 à El Aroussa, est un militant des droits de l'homme et homme politique tunisien.
Porte-parole d'un parti longtemps clandestin, le Parti communiste des ouvriers de Tunisie (PCOT), devenu le Parti des travailleurs, il en devient secrétaire général au terme du congrès de 2011. Il dirige le journal de ce parti, Al Badil.

## Biographie

### Homme politique

#### Présidence Bourguiba
Après des études de littérature arabe, il se lance dans le militantisme de gauche. En raison de ses activités politiques, il n'a jamais enseigné.
À la suite de sa participation à la révolte étudiante du 5 février 1972, il est arrêté une première fois et condamné à un mois et demi de prison. Deux ans plus tard, il est condamné à huit ans et demi de prison pour son appartenance à l'organisation interdite El Amal Ettounsi ; il est libéré six ans plus tard après avoir été adopté comme prisonnier d'opinion par Amnesty International. Affecté physiquement par la torture pratiquée à son encontre, il est envoyé aux frais de l'État en France pour y être soigné. En mai 1987, alors qu'il est en France, il est condamné par contumace à 18 mois de prison pour ses activités au sein du PCOT, dont il est membre fondateur et qui est alors clandestin,.

#### Présidence Ben Ali
Après la prise de pouvoir de Zine el-Abidine Ben Ali, il est arrêté à de multiples reprises entre 1989 et 1991. En 1991 et 1992, il fait l'objet de plusieurs condamnations successives, pour un total de deux ans et demi de prison et 7 000 dinars d'amende, pour ses articles parus dans le journal Al Badil, considérés comme un trouble à l'ordre public et une diffusion de fausses informations. De nombreux numéros du journal sont interdits avant que le journal lui-même le soit en 1991. Passé à la clandestinité durant l'automne 1992, il est condamné avec onze autres par contumace, le 15 décembre de la même année à Gabès, à quatre ans et neuf mois de prison pour ses activités au sein du PCOT, notamment l'organisation de meetings interdits, la distribution de prospectus ou la collecte d'argent sans autorisation.
Arrêté le 14 février 1994 à Sousse, il est torturé à plusieurs reprises au poste de police de Sousse et au ministère de l'Intérieur, il est frappé à la tête, violé, menacé de mort et perd conscience par deux fois. Le 16 février, ses avocats remarquent de nombreuses traces de torture sur le visage et différentes parties du corps et, malgré de nombreux appels, Hammami doit attendre le 8 mars pour avoir droit à une consultation médicale et doit attendre encore des semaines pour recevoir ses médicaments pour son cœur et ses calculs. Hammami souffre encore de fortes céphalées, d'insuffisances rénales et de tachycardie en raison de ces tortures. Le 7 avril, il est rejugé et condamné à quatre ans et un mois de prison ; il est condamné à cinq ans et six mois supplémentaires pour détention d'une fausse carte d'identité et blessures infligées à deux policiers. L'accusation dit avoir un certificat médical montrant que ces officiers avaient été blessées, mais refuse de le montrer ; la défense, elle, n'a pas le droit de faire appel à des témoins et les juges ne demandent pas d'enquête sur les accusations de torture qui auraient constitué un vice de procédure. Des observateurs internationaux, ainsi qu'un délégué d'Amnesty International, sur place pour observer le procès, voit sa date être reportée de mars à avril sans préavis et, en avril, un autre délégué d'Amnesty se voit refuser l'accès au territoire tunisien. En juin, les avocats de la défense se retirent des séances de la cour, en protestation contre les interruptions constantes par les juges. Toutefois, les peines cumulées de Hammami sont réduites d'un an en appel, la sentence étant alors au total de huit ans et sept mois.
Alors qu'Amnesty International l'adopte à nouveau, Hammami ne peut voir sa famille que dix minutes par semaine. Il est finalement libéré le 6 novembre 1995 après un an et un mois. À nouveau arrêté le 14 janvier 1998 avec sa fille de neuf ans, Oussaïma, il est interrogé au poste de police et relâché sans charges. Recherché après l'arrestation de plusieurs étudiants de gauche qui ont entrepris des grèves et des manifestations contre les conditions d'études dans les universités, il entre dans la clandestinité le 27 février 1998. En avril 1998, sa fille Oussaïma est interrogée par son enseignant pour connaître les coordonnées de son père. Le 6 juin de la même année, des policiers en civil qui surveillent la maison d'Hammami miment une tentative d'enlèvement d'Oussaïma. En mars 1999, son autre fille, Nadia, est suivie sur le chemin de l'école par deux policiers marchant près d'elle, l'un devant, l'autre derrière.
Le tribunal de première instance de Tunis le condamne par contumace le 14 juillet 1999 à neuf ans et trois mois de prison après un procès éprouvant, durant du 10 juillet à 10 heures du matin jusqu'au 11 juillet à 5 heures du matin. Selon de nombreux observateurs — plusieurs centaines d'avocats tunisiens et une vingtaine d'observateurs étrangers —, le procès se caractérise par un manque de respect pour le droit à la défense de s'exprimer. Hammami reste dans la clandestinité, dirigeant notamment le journal clandestin Saut Acha'b (Voix du peuple). Une douzaine de policiers sont chargés de surveiller sa femme et ses enfants. À la mi-octobre 1999, lorsque sa fille Nadia refuse à l'école de chanter un air en faveur de Ben Ali, elle est suivie pendant des jours sur le chemin de l'école par trois hommes ; le 20 octobre, effrayée à l'idée de rentrer chez elle seule, des camarades de classe l'accompagnent et empêchent l'un des hommes qui la suit d'entrer dans sa maison.
Bien qu'il vive dans la clandestinité, Hammami donne pendant l'été 2000 une interview intitulée « Je ferai entendre ma voix » à Taoufik Ben Brik dans le quotidien L'Humanité et, le 5 août 2001, il apparaît sur une chaîne de télévision basée à Londres, Al Mustaquilla. Le 15 janvier 2002, il annonce sa sortie de clandestinité afin de faire face aux juges. Le 2 février, il voit sa peine ramenée à deux ans et trois mois de prison ; il bénéficie d'une mesure de « libération conditionnelle pour des raisons de santé » le 4 septembre, en raison de coliques néphrétiques, de sa tension artérielle élevée, de maux de tête et de problèmes de vue,.

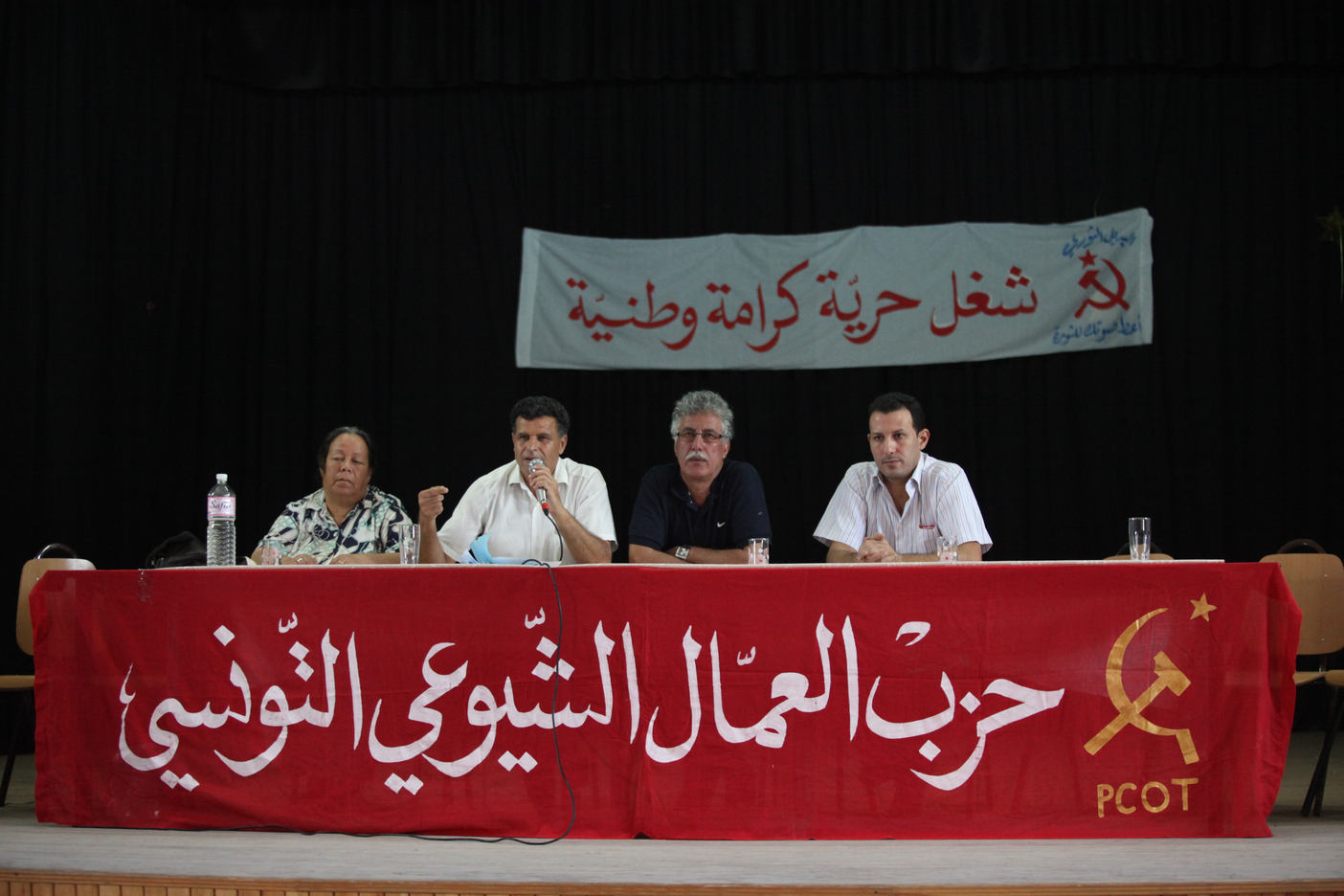
Hamma Hammami assistant à une réunion du Parti communiste des ouvriers de Tunisie.

En septembre 2009, il est violemment agressé par des policiers à l'aéroport de Tunis, alors qu'il rentre de France, où il avait réalisé plusieurs interviews très critiques contre le président Ben Ali à la veille de l'élection présidentielle du 25 octobre 2009. Sa femme, Radhia Nasraoui, allée l'accueillir en taxi — les roues de sa voiture ayant été crevés durant la nuit — commente l'état de son mari lorsqu'il est sorti de l'aéroport : 
« C'est alors que j'ai vu Hamma arriver, la bouche en sang, les lunettes cassées, des ecchymoses sur le visage, entouré d'une vingtaine de policiers qui continuaient à le frapper et à l'insulter. J'ai hurlé, mais il n'y avait plus de touristes dans l'aéroport. Un policier s'est approché de moi, m'a arraché le portable des mains et l'a violemment lancé. »
Le 11 janvier 2011, Hammami fait un discours où il appelle au « départ de Ben Ali, la dissolution des institutions fantoches du régime actuel et la mise en place d'un gouvernement national provisoire chargé d'organiser des élections libres et transparentes » ; il est arrêté le 12 janvier par la police politique qui a envahi son domicile au matin avant d'être libéré deux jours plus tard, le jour de la chute du président Ben Ali,.
Il devient secrétaire général du Parti des travailleurs au terme du congrès de juillet 2011. Il dirige aussi le journal de ce parti, Al Badil.

#### Après la révolution

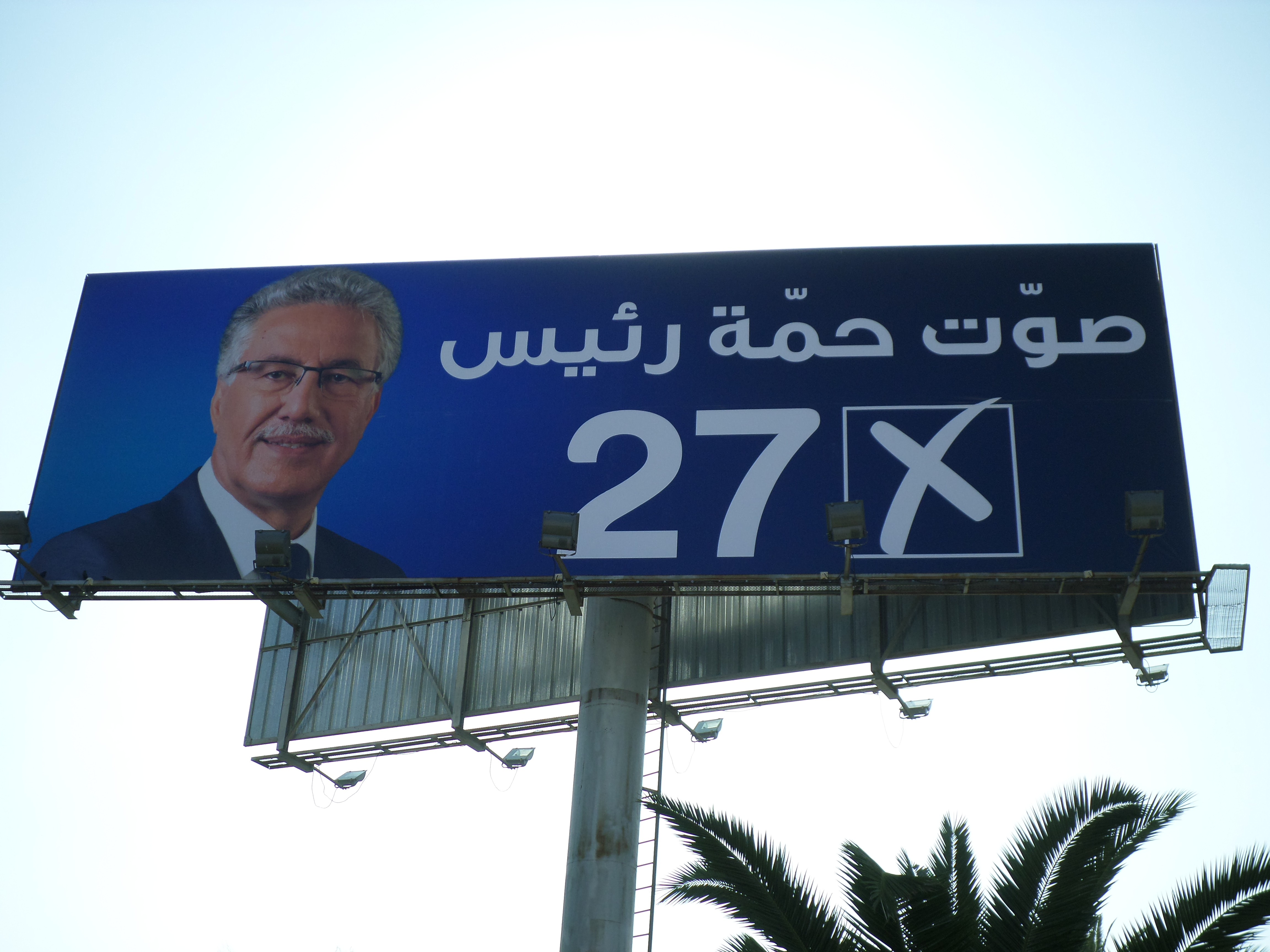
Panneau électoral de la candidature de Hammami à la présidentielle de 2014.

Alors qu'il prévoit de se présenter à l'élection de l'assemblée constituante dans la circonscription de l'Ariana, il s'abstient finalement afin de travailler en faveur de toutes les listes du parti. Le 6 octobre, il réaffirme son respect des croyances religieuses du peuple mais appelle à séparer la religion de l'État tout en niant prôner l'athéisme.
Il présente sa candidature à l'élection présidentielle de 2014 en tant que candidat du Front populaire,. À l'issue du premier tour, il termine troisième avec 7,82 % des voix.
Le 4 mai 2016, il se voit reconduit à l'unanimité au poste de porte-parole du Front populaire. Le 23 décembre 2018, il est réélu au poste de secrétaire général du Parti des travailleurs au terme du cinquième congrès du parti,.
Opposant aux gouvernements Essid et Chahed, il insiste sur la nécessité de proposer une alternative et d'élaborer des programmes permettant de sauver la Tunisie de sa crise politique, économique et sociale. Il appelle toutes les forces démocratiques ainsi que les communicateurs, les intellectuels et les créateurs à assumer leurs responsabilités face à la coalition au pouvoir qu'il accuse de « pousser le pays dans le gouffre, de le vendre à l'étranger et de le soumettre à ses injonctions »,. Il défend également l'idée de donner à nouveau une place centrale aux PME dans le tissu économique du pays. En mars 2019, il est proposé pour être le candidat de son parti à l'élection présidentielle. Le 7 août, il dépose sa candidature,.

### Vie privée
Hammami épouse Radhia Nasraoui, avocate et militante des droits de l'homme, en 1981 ; ils ont trois filles,.
Hamma Hammami a aussi été un athlète actif au sein du Club africain.

## Publications
- (ar) ضد الظلامية [« Contre l'obscurantisme »], Tunis, Samid,‎ 1985.
- (ar) البيريسترويكا السوفياتية : مضادة داخل الثورة المضادة [« La perestroïka : une contre-révolution »], Tunis, Samid,‎ 1988.
- (ar) قراءة في تاريخ الحركة النقابية التونسية [« Histoire du mouvement syndical en Tunisie »], Tunis, Samid,‎ 1988.
- (ar) المجتمع التونسي: دراسة اقتصادية و اجتماعية [« La société tunisienne : étude économique et sociale »], Tunis, Samid,‎ 1989.
- (ar) في اللائكية [« De la laïcité »], Tunis, Samid,‎ 1990.
- (ar) المرأة التونسية : حاضرها و مستقبلها [« La femme tunisienne : son présent et son avenir »], Tunis, Samid,‎ 1992.
- Le chemin de la dignité, Paris, Comité national et international de soutien à Hamma Hammami et ses camarades, 2002.
- (ar) الإشتراكيّة أو البربريّة [« Socialisme ou barbarie »], Tunis, Al Badil,‎ 2012.
- (ar) الحرية أم الاستبداد؟ [« Liberté ou tyrannie ? »], Tunis, Al Badil,‎ 2013.
- (ar) من يحاكم من؟ [« Qui juge qui ? »], Tunis, Al Badil,‎ 2013.
- (ar) الاشتراكية و المرأة [« La femme et le socialisme aujourd'hui »], Tunis, Al Badil,‎ 2015.
- (ar) المفرد و الجمع في الحرية و المساواة [« L'individu et la collectivité dans la liberté et l'égalité »], Tunis, Parti des travailleurs,‎ 2019[37].
- (ar) الشعبوية في تونس : ثالوث الاستبداد و التفقير [« Le populisme en Tunisie : la trinité de la tyrannie et de l'appauvrissement »], Tunis, Parti des travailleurs,‎ 2022[38].